# Linia kolejowa nr 231 (Czechy)
Linia kolejowa nr 231 – linia kolejowa w Czechach, biegnąca z Pragi do Kolína w kraju środkowoczeskim  przez Lysá nad Labem i Nymburk. 
Jest ważną w skali kraju linią kolejową, zarządzaną przez SŽDC. Stanowi ważny element w systemie transportowym Pražská integrovaná doprava (PID), gdzie jest wykorzystywana przez pociągi linii S2 na trasie Praga - Lysá nad Labem i linię S20.